# Harrisia (wantsengeslacht)
Harrisia is een geslacht van wantsen uit de familie van de Miridae (Blindwantsen). Het geslacht werd voor het eerst wetenschappelijk beschreven door Carvalho in 1983.

## Soorten
Het genus bevat de volgende soorten:

- Harrisia brailovskyi Carvalho, 1983